# Julian Knight (homme politique)
Pour les articles homonymes, voir Julian Knight.
Julian Carlton Knight, né le 5 janvier 1972 à Chester, est un homme politique du Parti conservateur britannique.
Il est député de Solihull de 2015 à 2024.

## Jeunesse
Knight est né en 1972 à Chester et grandit dans une famille monoparentale. Il fréquente le Chester Catholic High School et poursuit ses études d'histoire à l'Université de Hull.

## Carrière professionnelle
Après avoir obtenu un diplôme, Knight part à Londres pour trouver du travail, occupant divers emplois avant de trouver un poste dans un journal local. Il évolue dans le journalisme au fil des années, travaillant pour la BBC comme journaliste traitant de finance domestique et de la consommation pendant cinq ans jusqu'en 2007, travaillant sur Internet, la télévision et la radio. En 2007, il devient le rédacteur en chef de la division Money and Property de l'édition du dimanche de l'Independent.
En avril 2015, Knight est critiqué pour un livre dont il est l'auteur sur l'évasion fiscale. Dans son livre de 2004, Wills, Probate and Inheritance Tax for Dummies, Knight, il critique le système de droits de succession qui existait au moment de la publication.

## Carrière politique
En 2014, Knight est sélectionné pour être le candidat conservateur pour Solihull, un ancien siège sûr conservateur gagné par les démocrates libéraux lors de l'élection générale de 2005. Aux élections générales de 2015, Knight remporte le siège pour les conservateurs avec une majorité de 12 902 voix, après un basculement de 11,9% vers les conservateurs.
Avant le référendum de 2016 sur l'adhésion du Royaume-Uni à l'Union européenne, Knight fait campagne pour rester, mais soutient ensuite la politique du Parti conservateur de sortie de l'UE.
Knight conserve son siège aux élections générales de 2017 et est réélu avec une majorité accrue. Il est réélu lors de l'élection générale de 2019, avec une majorité de 21 273 voix. Les libéraux démocrates sont de nouveau poussés à la troisième place par les travaillistes .
En janvier 2018, Knight est nommé secrétaire parlementaire privé au ministère de la Justice fournissant un soutien aux ministres. En septembre 2018, il rejoint le Département du travail et des pensions avant de rejoindre le Trésor en janvier 2019.
Knight est également envoyé du Premier ministre pour le commerce en Mongolie, où il fait partie d'un réseau de parlementaires chargés de renforcer les relations avec les pays étrangers et d'aider les entreprises britanniques à accéder aux marchés étrangers. En avril 2018, Knight effectue sa première visite dans le pays en tant qu'envoyé commercial. Il effectue sa dernière visite en septembre 2018 et quitte le poste.
En janvier 2020, Knight est élu président du comité spécial du numérique, de la culture, des médias et du sport. Knight bat le président sortant, Damian Collins, par 9 voix.

## Vie privée
Knight vit à Solihull. Il est marié à Philippa, une ancienne infirmière.